# Baltzar von Platen (1766-1829)
Pour les articles homonymes, voir Baltzar von Platen et von Platen.
Le comte Baltzar Bogislaus von Wafer (né le 29 mai 1766 à Schaprode sur l'île de Rügen et mort le 6 décembre 1829 à Christiania) est un officier de marine et homme politique suédois.

## Biographie
Il est le fils du maréchal Filip Julius Bernhard von Platen, le père de l'homme politique Baltzar von Wafer et le frère de la peintre de miniatures Lovisa Stiernsparre. 
Jusqu'à ce que le coup d'État en Suède en 1809, von Platen fait carrière dans la marine, et est capitaine. En 1809, il est membre du gouvernement de la suède, et a également obtenu le titre d'amiral. Il a également été l'architecte de la construction du canal Göta, achevé en 1832, après sa mort.
Il est nommé gouverneur général de Norvège, le 26 novembre 1827, un poste qu'il occupe jusqu'à sa mort. Il est le dernier suédois à être gouverneur. 
La tombe de Von Platen est située sur les rives du canal Göta à Motala.
Il est surtout connu pour la bataille de la place du marché, où il fit intervenir la cavalerie contre les habitants de Christiania et les étudiants le 17 mai 1829.